# یانگ آمریکا (ایندیانا)
یانگ آمریکا (به انگلیسی: Young America) یک منطقهٔ مسکونی در ایالات متحده آمریکا است که در شهرستان کاس، ایندیانا واقع شده‌است. یانگ آمریکا ۱٫۱ کیلومتر مربع مساحت و ۱۱۵ نفر جمعیت دارد و ۲۳۲٫۸۷ متر بالاتر از سطح دریا واقع شده‌است.